# جسيم مكرر

توضيح لمركبات الجسيم المكرر خلال عملية تناسخ الدي أن إيه

الجسيم المكرر أو جسم نسخي (بالإنجليزية: replisome) هو آلة جزيئية معقدة تقوم بتنفيذ تناسخ الحمض النووي الريبوزي منقوص الأكسجين ( دنا ) ، وهو مكون من عدد من المكونات الفرعية يقوم كل منها بوظيفة محددة خلال عملية التناسخ.

## مكوناته الرئيسية
بينما يعمل الجسيم المكرر كآلة واحدة ، تقوم مكوناته الفرعية وهي المعقدات بوظائف محددة في عملية التناسخ.

### الهيليكاز
يقوم إنزيم الهيليكاز (بالإنجليزية: Helicase) بفصل روابط الهيدروجين بين سلسلتين في الدنا. يقوم تركيبها الشبيه بشكل الدونات بالالتفاف حول الدنا وفصل سلاسل قبل تركيب الدنا. وبحَل الهيليكاز للولب المزدوج يتسبب في أن يشكل اللولب حَلزَنات فائقة في مناطق أخرى من الدنا. يقوم المُعقد ذا الكروموسومات المصغرة المحافِظة من 2-7 «بالإنجليزية : the Mcm2-7 complex» في حقيقيات النوى بدور الهيليكاز ، بالرغم من أن المكونات الفرعية اللازمة لنشاط الهيليكاز ليست واضحة تماماً. وينتقل هذا الهيليكاز في نفس اتجاه بوليمريز الدنا ( من 3-5 بحسب قالب السلسلة ). أما في أنظمة بدائيات النوى يتم التعرف على الهليكازات بشكل أفضل الشاملة للدنا بي dnaB الذي يتحرك من 5 إلى 3 على السلسلة المقابلة لبوليمريز الدنا.

### الجيريز
يعد الجيريز (بالإنجليزية: Gyrase)أحد أشكال التوبايسوميراز ، وهو يقوم بإرخاء وفك الحلزنة التي تسبب بها الهيليكاز عن طريق قطعه لسلاسل الدنا سامحاً لها بالدوران و تحرير الحلزنة ومن ثم الانضمام مرة أخرى للسلاسل. ويوجد الجيريز عادة مقابل شوكة التضاعف حيث تتكون الحلزنات.

### البرايميز
يضيف البرايميز (أوالإنزيم البادئ) (بالإنجليزية: Primase) بوادئ نسخ الرنا المكملة لسلسلة دنا لبدء شظايا أوكازاكي. ويبلغ طول هذه البوادئ 10 أزواج من القواعد وتقع في النهاية الـ 5' لشظايا أوكازاكي. إضافةً لذلك ، ولقدرة بولميريز الدنا على إكمال وليس بدء سلسلة فيجب أن يبدأ البرايميز السلسة القائدة أيضاً.

### بوليميريز الحمض النووي الثالث العميم الإنزيم
يحتوي بوليميريز الحمض النووي الثالث (DNA pol III) العميم الإنزيم (بالإنجليزية: DNA polymerase III holoenzyme) على نواتين حفّازتين ، أحدهما لنسخ السلسلة القائدة والآخر للسلسلة المتأخرة. يبقى بوليميريز الدنا الثالث على السلاسل بواسطة كتيلة بيتا ثنائية الوحدات ، حيث يوجد جسر بين النواتين الحفازتين. كما يزيل بوليميريز الدنا الثالث البروتينات المرتبطة بسلسلة دنا مفردة (كما هو موضح بالأسفل).

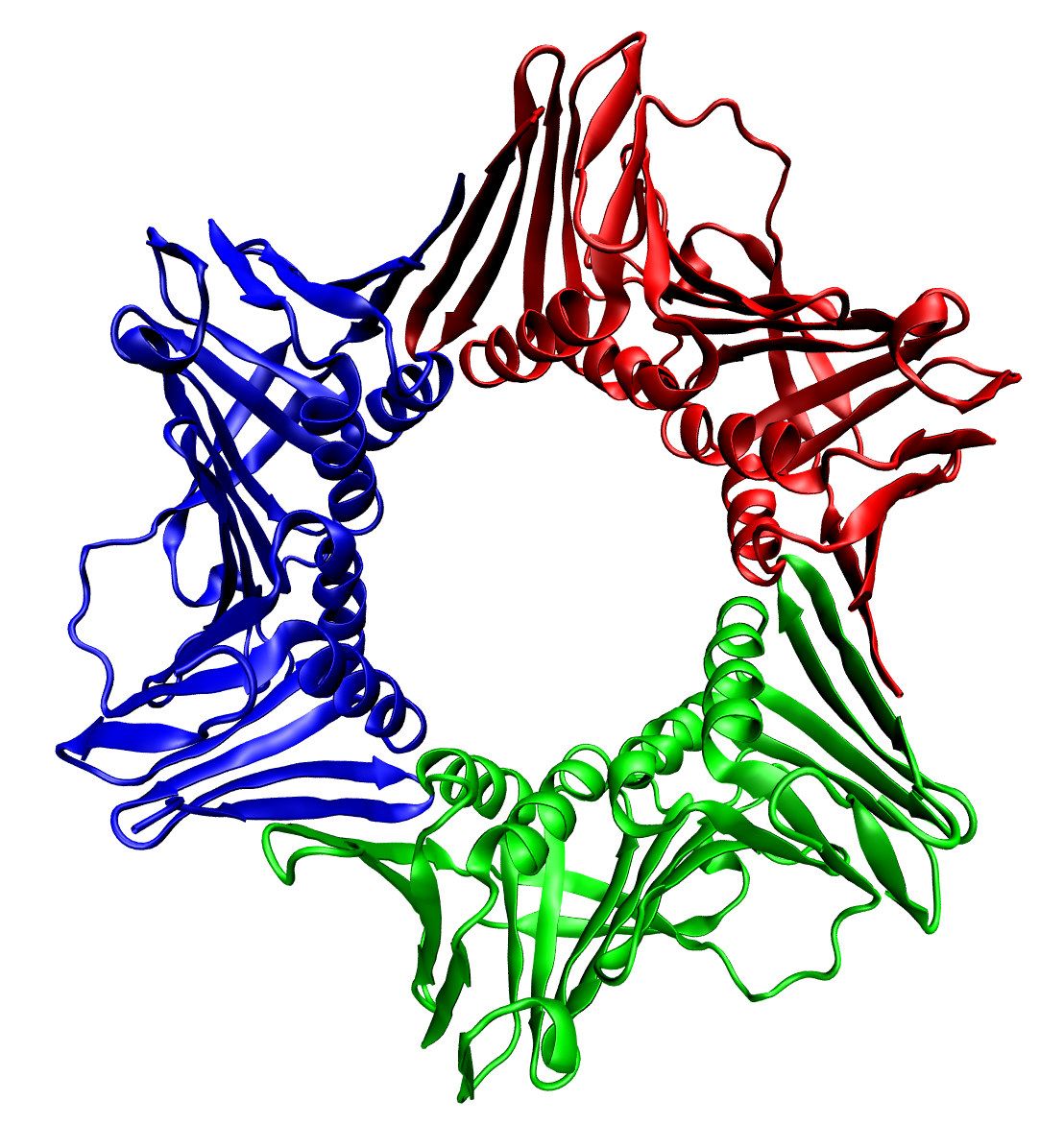
كتيلة الدنا البشري المجمعة وهي عبارة عن مثلوث بروتيني للبروتين البشري PCNA

لا يستطيع بوليميريز الدنا الثالث بنفسه البقاء على سلسلة دنا لفترة طويلة كافية لمضاعفة سلسلة وليدة (daughter strand). لذا فإن الجسيم المكرر يحتوي بُنية شبه ميكانيكية تسمى بـ كتيلة بيتا والتي تحتوي على ثلاث مكونات فرعية تجتمع معاً لإحاطة السلسة مما يساعد إنزيم بلمرة الدنا الثالث في البقاء على السلسلة لـ1000-2000 نوكليوتيدات بدلاً من 100-200.
ويخضع بوليميريز الدنا الثالث إلى قيدين رئيسيين هما :
- أن بإمكانه إضافة النوكليوتيدات للنهاية الثالثة 3' فقط للسلسة.
- ليس بوسعه بدء سلسلة جديدة ، بل يستطيع توسيع سلسلة موجودة فقط (حيث يجب أن يضيف للنهاية 3' من السلسلة فقط )

تؤثر هذه القيود تأثيراً مباشراً على متطلبات إنزيم بلمرة الدنا الثالث في أن يتضاعف بصورةٍ قائدة ومتأخرة ، بالإضافة لحاجته لبوادئ نسخ لبدء سلسلة.

### بوليميريز الدنا الأول
يزيل بوليميريز الدنا الأول (DNA pol I) بوادئ نسخ الرنا التي وضعتها البرايميز من خلال نشاط النوكلياز الخارجي ، كما تكمل شظايا أوكازاكي بواسطة نشاط البوليميريز (في معظم الأحيان ، للاستزادة راجع الرابط بالأسفل ).

### الرابط
نظراً لوجود فجوة صغيرة باقية بعد إكمال بوليميريز الدنا الأول لسلسلة شظايا أوكازاكي ، ظهرت الحاجة لوجود رابط Ligase لملئ تلك الفجوة. حيث يتم ربط نهايتي شظايا أوكازاكي بروابط تساهمية.

## البروتينات المرتبطة بسلسلة دنا مفردة
يعتبر الدنا المكشوف وحيد السلسلة غير ثابت بشكل كبير (خصوصاً في الوسط المائي للخلية) ، حيث يمكنه ربط نفسه برابطة هيدروجينية و تكوين تركيب دبوسي الشكل خطير. و للتصدي لهذه الطبيعة الغير مستقرة ، تقوم البروتينات المرتبطة بسلسلة دنا مفردة single-strand binding proteins ، المرموز لها بـ (SSB) - مثل بروتين التضاعف أي - بالارتباط بالقواعد المكشوفة.

## نشاط النوكلياز الخارجي
من النادر أن يحدث اقتران قواعد (base pairing) خاطئ خلال عملية التضاعف ، حيث تحتوي بعض أنزيمات بلمرة الدنا آلية «تصحيح» تزيل النيوكليوتيدات التي أضيفت بطريقة خاطئة. ما سُمي بـ نشاط النوكلياز الخارجي (exonuclease activity).

## اقرأ أيضاً
- آلة الحمض النووي
- دنا
- كتيلة الدنا